# Nepravi muškatovec
Nepravi muškatovec (znanstveno ime Monodora myristica) je tropsko drevo iz družine Annonaceae. 

## Opis
Ime drevesa izvira iz grških besed mónos - edini in doreá - darilo. Tako ime je nepravi muškatovec dobil, ker ima posamične cvetove. Cvet spominja na cvetove orhideje in imajo tri čašne in šest venčnih listov, visijo pa na dolgih pecljih. Zunanji venčni listi so na robu nagubani, proti koncem pa so suličasto zašiljeni, notranji listi so krajši, bolj jajčaste oblike in na bazi kosmati. Barva cvetov je rumeno vijolična, vzorec pa je pisan. Zaradi podobnosti cvetov z orhidejami se je v angleško govorečih predelih sveta drevesa prijelo ime 'African orchid nutmeg' (afriški orhidejni orešek). Iz oplojenih cvetov se razvijejo okrogli, kot pomaranča veliki oleseneli plodovi, ki imajo smolnato sredico rumene barve, v kateri so številna semena. 
Drevo zraste do 25 metrov visoko in ima velike, jajčaste liste, ki so po zgornji strani gladki in svetleči in imajo gladek rob. Na veje so nameščeni s kratkimi peclji. Po listni ploskvi poteka osrednja žila, iz katere proti robovom sega od 10 do 20 stranskih žil.

## Razširjenost in uporabnost
Nepravi muškatovec v naravi uspeva le v tropih, ponekod drugod pa ga gojijo tudi v rastlinjakih. Domovina drevesa so ekvatorialni afriški gozdovi, največ pa ga gojijo v Nigeriji. Razmnožuje se s semeni in olesenelimi potaknjenci.
Semena srčaste oblike, dolga okoli 3 cm in na najširšem mestu široka 2 cm, se uporabljajo za začimbo, imela pa naj bi tudi zdravilne učinke. Semena za začimbe pred uporabo posušijo nato pa zmleta dodajajo tradicionalnim afriškim obaram in enolončnicam. Po okusu spominjajo na sorodni muškatni orešek, zaradi česar predstavljajo ceneni nadomestek za to drago začimbo.